# 32-й окремий батальйон НГ (Україна)
32-й окремий батальйон (32 ОБ НГУ, в/ч 1141) — підрозділ у складі Західного оперативно-територіального об'єднання Національної гвардії України.

## Історія
Наказом КНГУ від 3 червня 1994 р. було сформовано 16-й окремий батальйон НГУ (в/ч 1141) з пунктом базування у м. Луцьк Волинської області. Військова частина розмістилася у селищі Уляники у військовому містечку колишнього ракетного полку 37-ї гвардійської ракетної дивізії 43-ї ракетної армії Ракетних військ стратегічного призначення.
6 жовтня 1994 року військова частина 1141 передислокована із села Уляники до міста Луцька.
Наказом КНГУ від 10 червня 1998 року всі окремі батальйони НГУ були перейменовані у окремі батальйони спеціального призначення НГУ. У 5-ї дивізії НГУ «спецпризами» стали відповідно 14-й, 16-й і 24-й окремі батальйони НГУ.
Указом Президента України від 17 грудня 1999 року всі підрозділи 5-ї дивізії НГУ були передані до складу Внутрішніх військ МВС України. Законом України від 11 січня 2000 р. НГУ була розформована.
Луцький 16-й окремий батальйон спеціального призначення НГУ було переформовано на 32-й окремий батальйон оперативного призначення Внутрішніх військ.
Російсько-українська війна
У 2014 році, після відновлення Національної гвардії України як окремої силової структури, 32-й окремий батальйон був включений до складу НГУ.
7 квітня 2014 року ротна група 32-го окремого батальйону вирушила до Києва з метою виконання службово-бойових завдань. 15 квітня резерв частини передислоковано до міста Луганськ Луганської області в розпорядження начальника ГУМВС у Луганській області.  
07 травня 2014 року ротна група батальйону була передислокована в Маріуполь Донецької області. 
9 травня зі сторони вулиці Георгіївської, під час виконання службових завдань із сторони УВС що в Маріуполі, був обстріляний особовий склад резерву.  
Виконання завдань у Донецькій та Луганській областях (2014—2019)
Упродовж 2014–2018 років ротні групи батальйону брали участь у бойових діях у зоні проведення Антитерористичної операції (АТО) на сході України. Підрозділи виконували завдання з охорони та оборони ротних опорних пунктів, забезпечуючи стримування наступу противника в ряді населених пунктів, зокрема: Григорівка, Успенка, Амбросіївка, Тарани, Алєксєєвка, Красногорівка, Курахове, Мар’янка — ведення оборони на рубежах Донецької області.
У лютому 2022 року підрозділи батальйону було залучено до охорони важливих державних об’єктів. Потім направлені для виконання бойових завдань на Запорізький напрямок та в населений пункт Рубіжне Донецької області, де російські війська проводили активний наступ. В осени 2024 року підрозділи батальйону обороняли Покровськ Донецької області.
Гарнізонний храм
13 серпня 2017 року, відбулася урочиста церемонія закладання першого каменя та встановлення хреста на місці майбутнього будівництва храму Покрови Пресвятої Богородиці, під час якої митрополит Луцький та Волинський УПЦ КП Михаїл освятив ділянку. Перший камінь на місці будівництва церкви заклав командир військової частини 1141 підполковник Василь Гуртовський. Першим настоятелем храму був військовий капелан Сергій Лівончук. 16 листопада 2024 року відбулося урочисте відкриття гарнізонного храму митрополитом Луцьким та Волинським УПЦ КП Михаїлом і митрополитом Тернопільським та Кременецьким Нестором. Штатним військовим капеланом є  Сергій Мельничук, священик ПЦУ. 
Традиції
Днем частини вважається 3 червня.
За дорученням Міністра внутрішніх справ України, командувач Національної гвардії України бригадний генерал Олександр Півненко вручив бойовий прапор командиру військової частини підполковнику Володимиру Олійник. Це почесний символ доблесті та честі, що визначає особливість бойового призначення військового підрозділу.

## Командування
- полковник Алєксєєнко Павло Анатолійович (1994-2002)
- підполковник Куртін Олег Сергійович (2002-2010)
- підполковник Шуляк Петро Юрійович (2010-2011)
- полковник Логуш Степан Іванович (2011-2014)
- полковник Гуртовський Василь Васильович (2014-2023)
- підполковник Олійник Володимир Вікторович (з 2023р. дотепер)